# Volley 2002 Forlì
Volley 2002 Forlì var en volleybollklubb som grundades 1992 under namnet Icot Volley i Forlimpopoli, Italien. Laget började i serie C2. De tog sig snabbt genom seriesystemet och debuterade i den näst högsta serien, Serie A2 1997/1998. Laget flyttade 2000 till Forlì. Genom att vinna Serie A2 2001/2001 kvalificerar de sig för högsta serien serie A1. Klubben bytte 2002 namn till Volley 2002 Forlì.
Efter några år i seriens mittskikt gick det sämre 2005/2006, då laget hamnade på nedflyttningsplats och åkte ur serien. Tillbaka i serie A2 fick laget under de kommande åren kämpa hårt för att undvika nedflyttning. En femtondeplats 2011/2012 åkte laget ur serien. De undvek serie B1 genom att köpa Asystel Volleys spellicens och kunde istället återvända till serie A1 där de spelade under namnet under den följande säsongen under namnet Volley 2002 Forlì Bologna (därefter åtgick de till Volley 2002 Forlì). De spelade i serien tills de 2014/2015 åter hamnade på nedflyttningsplats och åkte ur serien. Sejouren i serie A2 blev bara ettårig då klubben vann serien. Istället för att spela i serie A1 kom klubben dock att lägga ner verksamheten 2016.